# Deep Purple in Rock
Deep Purple In Rock je čtvrté studiové album hard rockové skupiny Deep Purple a zároveň je to první studiové album druhé sestavy (Mark II). Představovalo výrazný přelom ve zvuku kapely k tvrdšímu stylu  a definovalo její další tvorbu. Znamenalo zároveň průlom na britské hudební scéně a stalo se jedním ze základních kamenů vznikajícího hard rocku.

## Historie
Nahrávání alba bylo složité, zmatečné a probíhalo takřka půl roku ve třech různých studiích. V jeho průběhu kapela dále koncertovala (a to jak s původní, tak novou sestavou) a připravovala živé album Concerto For Group And Orchestra. Během natáčení se kapela seznámila s producentem Martinem Birchem (zvaným Wasp), který se poté podílel na produkci všech jejich dalších alb až do roku 1976. In Rock si ještě Deep Purple produkovali sami, přičemž na tomto poli hned využili schopností nového baskytaristy Rogera Glovera.
Album bylo vydáno v červnu 1970. Krátce předtím vyšel i jediný singl s písní „Black Night“, kterou Deep Purple složili speciálně pro tuto příležitost a která nebyla součástí alba. Píseň byla velmi úspěšná           a předznamenala i úspěch celého alba.

## Obal
Obal už na první pohled předznamenával změnu stylu. Po fantastických námětech dvou předchozích alb je na obalu In Rock jednoduchý, ale výrazný motiv – hlavy pěti členů kapely vytesané do skal Mout Rushmore pod modrou oblohou, na níž je výraznými černými písmeny jméno kapely i alba zároveň.        S nápadem přišel manažer kapely Tony Edwards a grafiku dostalo na starost londýnské studio Nesbit, Phipp & Froome. Vzhledem k omezeným technickým možnostem byl obraz vyroben tak, že nastříhané hlavy členů kapely byly nalepeny na původní obraz Mount Rushmore s hlavami prezidentů (s výjimkou hlavy Iana Paice, pro niž „nezbyla“ žádná hlava prezidenta). Výsledek byl poté lehce upraven, aby působil přirozeněji; stal se prvním z řady ikonických obrazů, které zdobí i další alba Deep Purple. Na zadní straně se výjev opakuje, doplněný informacemi o skladbách a skupině. Uvnitř rozevíratelného obalu byly otištěny texty a pět fotek jednotlivých členů.

## Obsah
Album obsahovalo celkem sedm písní s celkovou stopáží přesahující 43 minut. Navzdory celkovému tvrdému vyznění se dlouhodobě nejúspěšnější stala decentní, přes 10 minut dlouhá epopej „Child In Time“, řadící se k vůbec největším hitům Deep Purple. Úspěch zaznamenala i úvodní skladba „Speed King“, jejíž text odkazoval na slavné rock'n'rollové písně z 50. let („Tutti Frutti“, „Good Golly Miss Molly“, „Rip It Up“, „Hard Head Woman“)          a která otevírala nejen album v době jeho vydání také koncerty kapely. Společně s „Into The Fire“ jsou to také jediné písně z alba, které kapela hrála živě. Na „Into The Fire“ padla volba údajně proto, že šlo o oblíbenou skladbu britských rádií (která ji zřejmě hrála kvůli krátké stopáži).
Většinu textů napsal zpěvák Ian Gillan (přestože jako autoři byli v dobách Mk. II uváděni všichni členové) a jeho častým námětem byly vztahy se ženami a příhody s nimi spojené (například v písních „Bloodsucker“ nebo „Living Wreck“). Instrumentálně písně stojí především na kytaře Ritchieho Blackmorea a varhanách Jona Lorda, jejichž energická hra s citem pro improvizaci evokovala pocit živé nahrávky (například v písni „Flight Of The Rat“ nebo „Hard Lovin' Man“).
V době nahrávání alba vznikly i další dvě písně, které do tracklistu zařazeny nebyly – první z nich je „Cry Free“. Tu kapela nahrávala jednatřicetkrát, nebyla však dostatečně spokojena s výsledkem, proto ji nevydala, ač to původně zřejmě měla v plánu. Druhou je instrumentální „Jam Stew“. Obě vyšly na rozšířené verzi v roce 1995 při příležitosti 25. výročí původní desky společně se singlovým hitem „Black Night“.

## Ohlasy a přijetí
Album bylo na britské scéně velmi úspěšné a dostalo se až na čtvrtou příčku tamější hitparády. To byl pro Deep Purple skutečný průlom, protože žádná z jejích předchozích studiových desek do žebříčku ani nepronikla (živé album Concerto For Group And Orchestra bylo 26.). Na americké půdě se kapele již tradičně nedařilo. Po úspěchu první desky, který zajistila především coververze hitu „Hush“, byla další alba stále méně úspěšná a také In Rock skončilo až na 143. místě.

## Odkaz
Album představovalo mezník nejen v rockové hudbě, ale i v tvorbě Deep Purple. Kapela do té doby dlouho hledala vlastní osobitý zvuk a na In Rock se jí to podařilo. Výsledkem bylo výrazné přitvrzení hry a zrychlení tempa. Změna nastala i v instrumentálním vybavení, kdy Ritchie Blackmore vyměnil v průběhu natáčení dosavadní pololubovou kytaru Gibson ES-335 za model Fender Stratocaster, který se pro něj stal typickým. Výrazný podíl na změně zvuku měl i nový zpěvák Ian Gillan, jehož silný hlas a charismatický projev umožňoval celé kapele novou dimenzi hry oproti spíše nenápadnému Rodu Evansovi.

## Seznam skladeb
(Všechny skladby napsali Blackmore, Gillan, Glover, Lord a Paice)
| LP strana 1 | LP strana 1   | LP strana 1 |
| Pořadí      | Název         | Délka       |
| ----------- | ------------- | ----------- |
| 1.          | Speed King    | 5:49        |
| 2.          | Bloodsucker   | 4:10        |
| 3.          | Child in Time | 10:14       |

| LP strana 2 | LP strana 2       | LP strana 2 |
| Pořadí      | Název             | Délka       |
| ----------- | ----------------- | ----------- |
| 4.          | Flight of the Rat | 7:51        |
| 5.          | Into the Fire     | 3:28        |
| 6.          | Living Wreck      | 4:27        |
| 7.          | Hard Lovin’ Man   | 7:11        |

| Bonusové skladby na znovuvydaném CD k 25. výročí alba | Bonusové skladby na znovuvydaném CD k 25. výročí alba | Bonusové skladby na znovuvydaném CD k 25. výročí alba |
| Pořadí                                                | Název                                                 | Délka                                                 |
| ----------------------------------------------------- | ----------------------------------------------------- | ----------------------------------------------------- |
| 8.                                                    | Black Night (original single version)                 | 3:27                                                  |
| 9.                                                    | Studio Chat (1)                                       | 0:28                                                  |
| 10.                                                   | Speed King (piano version)                            | 4:14                                                  |
| 11.                                                   | Studio Chat (2)                                       | 0:25                                                  |
| 12.                                                   | Cry Free (Roger Glover Remix)                         | 3:20                                                  |
| 13.                                                   | Studio Chat (3)                                       | 0:05                                                  |
| 14.                                                   | Jam Stew (Unreleased instrumental)                    | 2:30                                                  |
| 15.                                                   | Studio Chat (4)                                       | 0:40                                                  |
| 16.                                                   | Flight of the Rat (Roger Glover Remix)                | 7:53                                                  |
| 17.                                                   | Studio Chat (5)                                       | 0:31                                                  |
| 18.                                                   | Speed King (Roger Glover Remix)                       | 5:52                                                  |
| 19.                                                   | Studio Chat (6)                                       | 0:23                                                  |
| 20.                                                   | Black Night (Unedited Roger Glover remix)             | 4:47                                                  |

## Obsazení
- Ritchie Blackmore – kytara
- Ian Gillan – zpěv
- Roger Glover – baskytara
- Jon Lord – klávesy
- Ian Paice – bicí